# Isoedwardsia ingolfi
Isoedwardsia ingolfi is een zeeanemonensoort uit de familie Edwardsiidae. De anemoon komt uit het geslacht Isoedwardsia. 